# Gornji Daruvar
Gornji Daruvar is een plaats in de gemeente Daruvar in de Kroatische provincie Bjelovar-Bilogora. De plaats telt 569 inwoners (2001).